# Saint-Seurin-de-Cursac
Saint-Seurin-de-Cursac – miejscowość i gmina we Francji, w regionie Nowa Akwitania, w departamencie Żyronda.
Według danych na rok 1990 gminę zamieszkiwało 738 osób, a gęstość zaludnienia wynosiła 313 osób/km² (wśród 2290 gmin Akwitanii Saint-Seurin-de-Cursac plasuje się na 553. miejscu pod względem liczby ludności, natomiast pod względem powierzchni na miejscu 1558.).